# Double Loop Corkscrew
Double Loop Corkscrew ist die Bezeichnung eines Stahlachterbahnmodells des Herstellers Vekoma, welches erstmals 1981 ausgeliefert wurde.
Die 700 m lange Strecke erreicht eine Höhe von 30 m und verfügt über vier Inversionen: zwei Loopings sowie einen doppelten Korkenzieher.

## Standorte

### MK-1200
| Achterbahn                             | Betreiber                                 | Land                              | Eröffnung      | Schließung |
| -------------------------------------- | ----------------------------------------- | --------------------------------- | -------------- | ---------- |
| EuroLoop Mega Looping Bahn Miralooping | Fabrikus World Spreepark Berlin Mirapolis | Frankreich Deutschland Frankreich | 2004 1992 1988 | 2001 1991  |
| Montaña Rusa                           | Diverland                                 | Venezuela                         | 1983           |            |
| Python                                 | Efteling                                  | Niederlande                       | 12. April 1981 |            |
| Shaman                                 | Gardaland                                 | Italien                           | 1985           |            |

### Custom MK-1200
Zudem gibt es auch noch die Custom MK-1200, welche vom Grundprinzip des Layouts gleich sind, sich jedoch in einigen Abschnitten unterscheiden. So wurde z. B. bei Big Loop im Heide Park unter anderem die Kurve direkt nach dem Lifthill weggelassen, sodass der Firstdrop direkt nach dem Ausklinken der Kette erfolgt.
| Achterbahn            | Betreiber                             | Land                      | Eröffnung | Schließung       |
| --------------------- | ------------------------------------- | ------------------------- | --------- | ---------------- |
| Big Loop              | Heide Park Resort                     | Deutschland               | 1983      |                  |
| Black Hole Express    | Kumdori Land                          | Südkorea                  | 1993      | 2012             |
| Blue Hawk Kamikaze    | Six Flags Over Georgia Dinosaur Beach | Vereinigte Staaten        | 1992 1989 | 1991             |
| Crazy Roller Coaster  | Nanhu Amusement Park                  | Volksrepublik China       | 1986      | 2013 oder früher |
| French Revolution2 VR | Lotte World                           | Südkorea                  | 1989      |                  |
| Goudurix              | Parc Astérix                          | Frankreich                | 1989      |                  |
| Millennium            | Fantasy Island                        | Vereinigtes Königreich    | 1999      |                  |
| Ninja Scream Machine  | Six Flags St. Louis Expo '86          | Vereinigte Staaten Kanada | 1989 1986 | 1986             |